# Etica seculară
Etica seculară este o ramură a filosofiei morale în care principiile etice se bazează exclusiv pe facultăți umane precum logica, empatia, rațiunea sau intuiția morală⁠(d), fără a deriva din credința în revelații sau îndrumări supranaturale – surse de etică în multe religii⁠(d). Etica seculară se referă la orice sistem etic care nu se bazează pe supranatural și include umanismul, secularismul și liber-cugetătorii. Un exemplu clasic de literatură privind etica seculară este Kural⁠(d), scris de filosoful indian⁠(d) antic Valluvar.
Sistemele etice seculare cuprind o mare varietate de idei, inclusiv normativitatea contractelor sociale, atribuirea unei valori morale intrinseci, deontologia bazată pe intuiție⁠(d), relativismul moral⁠(d) cultural și concepția conform căreia raționamentul științific poate dezvălui adevăruri morale obiective (cunoscută sub numele de știința moralității⁠(d)).
Cadrele etice seculare nu sunt întotdeauna incompatibile cu valorile teologice. De exemplu, regula de aur sau un angajament față de nonviolență pot fi susținute atât de cadrele religioase, cât și de cele seculare. Sistemele de etică seculară pot varia în funcție de normele societale și culturale ale unei anumite epoci și pot fi adoptate de persoane de orice convingere religioasă, inclusiv de atei.

## Principiile eticii seculare
În ciuda diversității și amplorii opiniilor lor filosofice, eticienii seculari împărtășesc, în general, unul sau mai multe principii:
- Oamenii, prin capacitatea lor de a empatiza, sunt capabili să determine motive etice.
- Binele celorlalți este esențial în luarea deciziilor etice.
- Ființele umane, prin logică și rațiune, sunt capabile să deducă principii normative de comportament.
- Acest lucru poate duce la un comportament preferabil celui promovat sau tolerat pe baza textelor religioase. Alternativ, poate conduce la susținerea unui sistem de principii morale asupra cărora un grup larg de oameni, atât religioși, cât și nereligioși, pot cădea de acord.
- Ființele umane au responsabilitatea morală de a se asigura că societățile și indivizii acționează conform acestor principii etice.
- Societățile ar trebui, pe cât posibil, să evolueze de la forme mai puțin etice și mai puțin juste la forme mai etice și mai juste.

Multe dintre aceste principii sunt aplicate în știința moralității, care utilizează metoda științifică pentru a răspunde la întrebări morale. Diferite perspective filosofice încadrează moralitatea ca o problemă de adevăr empiric, ce poate fi explorată științific. Această abordare este legată de naturalismul etic, o formă de realism etic.
În How Good People Make Tough Choices: Resolving the Dilemmas of Ethical Living, Rushworth Kidder⁠(d) identifică patru caracteristici generale ale unui cod etic:
1. Este concis.
2. De obicei, nu este explicativ.
3. Poate fi exprimat în diverse forme (de exemplu, pozitiv sau negativ, sub formă de fraze scurte sau o listă de propoziții).
4. Se concentrează pe valori morale.

### Etica umanistă
Umaniștii susțin o moralitate universală bazată pe caracterul comun al naturii umane, și consideră că înțelegerea binelui și răului se bazează pe cunoașterea intereselor noastre individuale și colective, nu pe o sursă transcendentală sau arbitrar localizată. Prin urmare, resping complet credința ca fundament al acțiunii morale.
Scopul eticii umaniste este identificarea unor principii viabile de conduită individuală, socială și politică, evaluându-le în funcție de capacitatea lor de a îmbunătăți bunăstarea umană și responsabilitatea individuală, contribuind astfel la reducerea suferinței umane.
Uniunea Internațională Umanistă și Etică (IHEU) este organizația mondială care reunește persoanele adepte ale umanismului.
Umanismul este o viziune de viață democratică și etică, care afirmă că ființele umane au dreptul și responsabilitatea de a da sens și direcție propriei vieți. Acesta promovează construirea unei societăți mai umane printr-o etică bazată pe valori umane și naturale, susținând rațiunea și cercetarea liberă ca instrumente fundamentale ale cunoașterii. Umanismul nu este teist și nu acceptă perspective supranaturale asupra realității.
Umaniștii sunt cunoscuți pentru susținerea principiului regulii de aur.

### Etica seculară și religia
Unii consideră că religia nu este necesară pentru un comportament moral. Dalai Lama a afirmat că compasiunea și afecțiunea sunt valori umane independente de religie: „Avem nevoie de aceste valori umane. Eu le numesc etică seculară, credințe seculare. Nu există nicio legătură cu vreo religie anume. Chiar și fără religie, chiar și ca necredincioși, avem capacitatea de a promova aceste lucruri.”
Cei care critică orientarea prohibitivă a eticii religioase tradiționale susțin că interdicțiile doar stabilesc limitele minime ale comportamentului acceptabil, fără a încuraja atingerea celor mai înalte standarde morale. Cu alte cuvinte, respectarea acestor interdicții poate împiedica un individ să devină infractor, dar nu îl transformă automat într-o influență pozitivă asupra societății. Din acest motiv, unii argumentează că etica rațională oferă o bază mai solidă pentru o viață morală autentică, în timp ce interdicțiile religioase sunt insuficiente.
Totuși, etica seculară și religia nu se exclud reciproc. Multe principii morale, precum regula de aur, sunt prezente atât în sistemele etice seculare, cât și în cele religioase. De asemenea, unele persoane religioase, inclusiv unii deiști, aleg să adopte o abordare rațională a eticii.